# 133-та вулиця (Мангеттен)
133-та вулиця (англ. 133th Street) — вулиця в Мангеттені та Бронксі, Нью-Йорк. У Гарлемі, Мангеттен, починається на Ріверсайд-Драйв на його західній стороні і перетинає Бродвей, Амстердам-авеню, і закінчується на Конвент-авеню, перед тим, як продовжити на східній стороні, перетинає Сьому авеню та закінчується на Ленокс-авеню. У Порт-Моррісі в Бронксі вона пролягає від бульвару Брукнер/Ст. Ann's Place до Locust Avenue. Квартал між Сьомою авеню та Ленокс-авеню колись був процвітаючим нічним закладом, відомим як "Свінг-стріт", із численними кабаре, джазовими клубами та спікерами. Вулиця описана в наш час як «тиха ділянка коричневих каменів і багатоквартирних житлових будинків, типу кварталу, який є типовим для цієї частини центрального Гарлема».

## Історія
Вулиця має історичне значення в епоху сухого закону, коли на вулиці працювало багато спікерів і вона була відома як «Свінг-стріт». Вулиця також отримала репутацію «Алеї джунглів» через «міжрасове змішання» на вулиці.